# Argos (Grecja)
Argos (gr.  Άργος Argos) – miasto w Grecji, na Peloponezie, w Argolidzie, nieopodal Nauplionu, w administracji zdecentralizowanej Peloponez, Grecja Zachodnia i Wyspy Jońskie, w regionie Peloponez, w jednostce regionalnej Argolida. Siedziba gminy Argos-Mykeny. W 2011 roku liczyło 22 209 mieszkańców.
W mieście rozwija się przemysł spożywczy i tytoniowy, uprawa  owoców cytrusowych, handel tytoniem i oliwkami. Posiada liczne zabytki jak mury cyklopowe, sanktuarium Apollina, amfiteatr. Nad miastem dominuje XII-wieczna twierdza, następnie kilkakrotnie rozbudowywana przez Greków, Turków i Wenecjan, obecnie (2017) w stanie dobrze zachowanej ruiny, stale otwarta, dostępna dla zwiedzających.

## Historia
Argos było jednym z najważniejszych ośrodków greckich już w epoce mykeńskiej, co znajduje odbicie także w greckiej mitologii. Było także najważniejszym miejscem kultu Hery.
Później przez długi czas konkurowało ze Spartą. W VII w. p.n.e. miasto to zyskało duże znaczenie wśród greckich państw-miast, dzięki pokonaniu Sparty pod Hysiaj w roku 669 (pierwsza bitwa hoplitów) za panowania króla Fejdona, który w tej wojnie poparł Ateny.
Fejdon zyskał spory autorytet, gdy wskrzesił tradycyjne królestwo Temenidów i objął przewodnictwo nad igrzyskami olimpijskimi. Trwałym jego dziełem było wypuszczenie w obieg pierwszej monety na Bałkanach i znormalizowanie systemu miar i wag. Gdy zmarł, miasto zaczęło podupadać. W czasie wojen perskich w V w. p.n.e. zachowało neutralność, a w ciągu IV w. p.n.e. chciało wzmocnić swoją pozycję na Peloponezie, jednak bezskutecznie. Z niemożności pozostania neutralnym, a zarazem znaczącym miastem, Argos zdecydowało się poprzeć Filipa II Macedońskiego i w ostateczności przystąpiło do Związku Achajskiego, czyli konfederacji państw peloponeskich. W 146 r. p.n.e. wraz z całą Helladą dostało się pod panowanie Rzymu.
Argos słynęło ze swej szkoły medycznej i rzeźbiarskiej (Poliklet).

## Współpraca
- Abbeville, Francja
- Ardea, Włochy
- Episkopi, Cypr
- Mccheta, Gruzja